# Зальцбурзька архідієцезія
Зальцбурзька архієпархія (лат. Archidioecesis Salisburgensis) — архієпархія Римо-Католицької церкви з центром у місті Зальцбург, Австрія. До архієпархії Зальцбурга входять єпархії Грац-Шекау, Гурка, Інсбрука, Фельдкірха. Кафедральним собором архієпархії Зальцбурга є Собор святих Руперта й Віргілія у Зальцбурзі.

## Історія

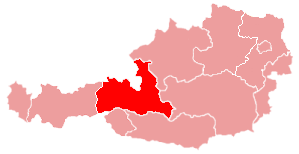
Мапа розташування архієпархії Зальцбурга

Відповідно до буття святого Северина «Vita Sancti Severini», написаного по його смерті на початку VI століття, близько 450 року на території нинішнього Зальцбурга знаходились дві церкви й один монастир. Першим єпископом цих територій був святий Максим, який був учнем святого Северина й абатом монастиря. Другим єпископом став святий Руперт, який заснував наприкінці VII століття на річці Зальцах новий монастир святого Петра, біля якого почав формуватись майбутній Зальцбург.
798 року Папа Римський Лев II призначив  митрополитом Баварії єпископа Зальцбурга Арно. До митрополії Баварії увійшли єпархії Мюнхена й Фрейзинга, Пассау, Регенсбурга, Больцано-Бріксена.
У середині IX століття єпископ Зальцбурга Адальвін постав перед претензіями моравського короля Ростислава, що захопив землі між Дунаєм та Диє й вигнав з Моравії баварських священиків. Цього часу у Моравії проповідували Кирило та Мефодій. Єпископ Адальвін протестував проти їхньої діяльності у його митрополії. Мефодія було викликано на синод до Зальцбурга, де Адальвін заборонив йому проповідувати в Моравії.
У XI столітті в Зальцбурзі Католицька Церква підпала під переслідування з боку імператорської влади, яка перебувала у суперечках з Ватиканом. Після призначення папою Григорієм VII архієпископом Зальцбурга Гебарда, той стикнувся з протидією відносно вступу на кафедру. Архієпископ Гебард упродовж дев’яти років перебував у вигнанні. Його наступник архієпископ Тімо був ув’язнений на п’ять років й помер у в’язниці 1102 року. У 1122 році було підписано угоду між Ватиканом та імператором, й у Зальцбурзі було дозволено діяльність архієпископа.
1213 року архієпархія Зальцбурга стала князівством-архієпископством. Архієпископ Еберхард II Регенсберзький отримав титул імперського князя. У 1245 році, після Ліонського собору, папа Інокентій IV відлучив від церкви єпископа Еберхарда II Регенсбурзького за підтримку Фрідріха II.
У XVI столітті до архієпархії Зальцбурга стало проникати з Німеччини лютеранство. Архієпископ Парис фон Лондрон запросив до Зальцбурга єзуїтів, щоб ті займались місіонерською діяльністю серед протестантів. З причини переслідувань з боку Католицької церкви багато протестантів переїхало до Ганноверу, Східної Пруссії, Північної Америки.
28 січня 1785 року архієпархія Зальцбурга віддала частину своєї території єпархії Леобен.
1803 року архієпархія Зальцбурга набула статусу Великого герцогства Зальцбург, підпорядкованого ерцгерцогу Фердинанду III.

## Список ординаріїв
- Святий Максим (+ 476)
- Святий Руперт (698—718)
- Святий Віргілій (745—784)
- Арно (784—821)
- Адальрамо (821—836)
- Ліупрам (836—859)
- Адалвін (859—873)
- Адальберт I (873)
- Дітмар I (873—907)
- Пеллегрін I (907—923)
- Адальберт II (923 – 935)
- Егілольф (935—939)
- Арольд (939—958)
- Федерік I (958—991)
- Хартвіг (991—1023)
- Гюнтер (1024—1025)
- Дитмар II (1025—1041)
- Бальдовін (1041—1060)
- Гебард (1060—1088)
- Тімо (1090—1101)
- Конрад I Абенсберзький (1106—1147)
- Еберард I Гіпольштайн-Бібурзький (1147—1164)
- Конрад II Австрійський (29.06.1164 — 28.09.1168)
- Адальберт III Богемський (1168—1177)
- Конрад III Віттельсбахський (1177—1183)
- Адальберт III Богемський (1183—1200) — вдруге
- Еберард II Трухзейський (1200—1246)
- Бернард I Зігенхаймський (1247)
- Філіп Карінтійський (1247—1256)
- Ульріх Секауський (1256—1265)
- Владислав Силезько-Лігницький (6.10.1265 — 27.04.1270)
- Федерік II Вальхенський (1270—1284)
- Рудольф Гохенекський (1284—1290)
- Конрад IV Фонсдорфський (1291—1312)
- Вайхард Поллхаймський (1312—1315)
- Федерик III Лібніцький (1315—1338)
- Генріх Пірнбруннер (1338—1343)
- Ордольф Віссенекський (1343—1365)
- Пеллегрін II Пухаймський (1365—1396)
- Григорій Шенк Остервіцький (1396—1403)
- Еберард III Нойхауський (1403—1427)
- Еберард IV Штархемберзький (1427—1429)
- Йоганн фон Райсберг (1429—1441)
- Фрідріх Трухсес фон Еммерберг (30.09.1441 — 3.04.1452)
- Зиґмунд фон Фолькерсдорф (10.04.1452 — 3.11.1461)
- Буркхард фон Вайспріах (16.11.1461 — 16.02.1466)
- Бернхард фон Рор (25.02.1466 — 21.03.1487)
- Йоганн Беккеншлагер (21.03.1487 — 15.12.1489)
- Фрідріх фон Шаумберг (19.12.1489 — 4.10.1494)
- Зиґмунд фон Голленегг (16.10.1494 — 3.07.1495)
- Леонхард фон Кейчах (7.07.1495 — 8.06.1519)
- Матфій Ланг фон Велленбург (8.06.1519 — 30.03.1540)
- Михаїл фон Кенбург (21.07.1554 — 17.11.1560)
- Йоганн Якоб фон Кен-Беласі (28.11.1560 — 4.05.1586)
- Георг фон Кенбург (4.05.1586 — 25.01.1587)
- Вольф Дитріх фон Райтенау (2.03.1587 — 7.03.1612)
- Маркус Сіттікус фон Гохенемс (18.03.1612 — 9.10.1619)
- Парис фон Додрон (13.11.1618 — 15.12.1653)
- Гуідобальд фон Тун (3.02.1654 — 7.03.1666)
- Максиміліан Гандольф фон Кюнбург (30.07.1668 — 3.05.1687)
- Йоганн Ернст фон Тун (30.06.1687 — 20.04.1709)
- Франц Антон фон Гаррах цу Рорау (20.04.1709 — 18.07.1727)
- Деопольд Антон Элейтеріус фон Фірміан (4.10.1727 — 22.10.1744)
- Якоб Ернст фон Ліхтенштейн-Кастелькорн (13.01.1745 — 12.06.1747)
- Андреас Якоб фон Дітріхштайн (10.09.1747 — 5.01.1753)
- Зиґмунд фон Шраттенбах (5.04.1753 — 16.12.1771)
- Ієронім Йосеф Франц де Паула Коллоредо фон Вальзеє унд Мельс (14.03.1772 — 20.05.1812)
- Зиґмунд Христоф фон Зайл унд Траухбург (20.05.1812 — 7.11.1814) — апостольський адміністратор
- Леопольд Максиміліан фон Фірміан (1814—1822) — апостольський адміністратор
- Августин Йоганн Йосеф Груббер (16.02.1823 — 28.06.1835)
- Фрідріх Йоганн Йосеф Целестин Фюрст фон Шварценберг (23.09.1835 — 13.12.1849)
- Максиміліан Йосеф фон Тарночи (24.10.1850 — 4.04.1876)
- Франц де Паула Альберт Едер (27.05.1875 — 10.04.1890)
- Йоганн Євангеліст Галлер (20.05.1890 — 5.05.1900)
- Йоганн Баптист Качталер (10.05.1900 — 27.02.1914)
- Бальтазар Кальтнер (2.04.1914 — 6.07.1918)
- Ігнатій Рідер (12.08.1918 — 8.10.1934)
- Сигізмунд Вайц (10.12.1934 — 30.10.1941)
- Андреас Рохрахер (3.02.1943 — 30.06.1969)
- Едуард Махайнер (9.10.1969 — 17.07.1972)
- Карл Берг (26.12.1972 — 5.09.1988)
- Георг Едер (21.12.1988 — 23.11.2002)
- Алоїз Котгассер (22.11.2002 — до дійсного часу)